# Poteč
Poteč település Csehországban, a Zlíni járásban. Poteč Lačnov, Horní Lideč, Nedašova Lhota, Návojná, Valašské Klobouky és Valašské Příkazy településekkel határos. Lakosainak száma 751 fő (2024. január 1.).

## Népesség
A település lakosságának változását az alábbi diagram mutatja:
| Lakosok száma | 633  | 624  | 666  | 666  | 708  | 764  | 791  | 775  | 751  | 751  |
|               | 1869 | 1890 | 1921 | 1950 | 1980 | 2001 | 2017 | 2019 | 2022 | 2024 |